# Bahnhof Madison
Der Bahnhof Madison ist ein ehemaliger Bahnhof im Fernverkehr, der zuletzt von der Eisenbahngesellschaft Amtrak betrieben wurde. Er befand sich in Madison im Madison County in Florida.

## Geschichte
Das Eisenbahnzeitalter begann in Madison 1861, als durch die Pensacola and Georgia Railroad eine Bahntrasse von Tallahassee bis Lake City fertiggestellt wurde. In den 1880er Jahren erbaute die Florida, Midland and Georgia Railroad eine Strecke von Madison nach Clyattville, die 1972 jedoch stillgelegt wurde.
Die Linienführung des von Amtrak betriebenen Fernreisezugs Sunset Limited, der 1971 eingeführt wurde und zunächst von Los Angeles nach New Orleans führte, wurde 1993 weiter über Madison nach Jacksonville (später nach Miami und Orlando) verlängert. Nach den Auswirkungen des Hurrikans Katrina im August 2005 wurde die Linie jedoch wieder auf die ursprüngliche Strecke Los Angeles – New Orleans verkürzt. Der einzige Schienenverkehr besteht seitdem aus Gütertransporten, die von der Bahngesellschaft CSX Transportation durchgeführt werden.